# (31655) Averyclowes
1999 HG7 (asteroide 31655) é um asteroide da cintura principal. Possui uma excentricidade de 0.04446120 e uma inclinação de 7.50944º.
Este asteroide foi descoberto no dia 17 de abril de 1999 por LINEAR em Socorro.